# Сітхалай Саттанар
Сітхалай Саттанар (*சீத்தலைச்சாத்தனார, 2 пол. II ст. —поч. III ст.) — тамільський поет, автор одного з П'яти великих епосів — «Манімехалей».

## Життєпис
Походив з родини торгівців. Народився у м. Мадурай, одному з важливіших центрів держави Пандья. З часом продовжив родинну справу, став торгувати зерно. Водночас захопився поезією. Останні роки життя провів як популярний та визнаний поет. Єдиним з відомих натепер творів є поема «Манімехалей».

## «Манімехалей»
В ній йдеться про життя дочки Ковалана і танцівниці Мадави на ім'я Манімехалей, яка з юних років присвятила себе служінню буддизму, поширенню буддійських ідей. Цим визначається ідейний зміст поеми: численні пригоди героїні, вставні історії, відступи і епізоди повинні роз'яснювати ті чи інші сторони вчення Будди, вихваляти його.
У поемі надзвичайно сильний фантастичний, казковий елемент: у ній значну роль відіграють віщі сни, перевтілення героїв, подорожі за часом, чарівні предмети, зустрічі з божествами тощо
Дві глави поеми цілком присвячені викладаню основних філософських систем Стародавньої Індії (у контексті філософського диспуту, який веде Манімехалей з мудрецями різних шкіл) і, таким чином, являють собою перший філософський трактат тамільською мовою.